# Edirnespor
Edirnespor ist ein türkischer Fußballverein aus Edirne. Der Verein spielt zurzeit in der Edirne Süper Amatör Lig, war zu früheren Zeiten jedoch lange Jahre in der zweithöchsten Spielklasse der Türkei vertreten.

## Geschichte
Der Verein spielte zunächst in einer Amateurliga, wurde jedoch nach der Vereinigung mit Meriçspor und Suspor direkt in die zweithöchste Spielklasse der Türkei aufgenommen. Als erster Präsident des Vereins wurde Rahmi Akıncı gewählt. Er verpflichtete den ehemaligen türkischen Nationalspieler Naci Erdem als Trainer der Mannschaft. Das erste Spiel des Vereins war ein Freundschaftsspiel gegen Altay Izmir, das man 0:2 verlor. Das erste professionelle Spiel des Vereins war ein Spiel in dem ehemaligen türkischen Pokalturnier Spor Toto Kupası gegen Bursaspor. Edirnespor verlor die Partie 0:1.
Das erste Ligaspiel, spielte man gegen Medical Park Antalyaspor. Das Spiel endete mit einem 1:1-Unentschieden. Die erste Saison beendete die Mannschaft auf Platz 5.
Vor Beginn der neuen Spielzeit, vereinbarte der Verein Freundschaftsspiele gegen zwei türkische Spitzenklubs Beşiktaş Istanbul und Galatasaray Istanbul. Das Spiel gegen Beşiktaş Istanbul fand am 11. Februar 1968 statt und Edirnespor gewann 1:0. Am 23. April 1968 spielte die Mannschaft gegen Galatasaray Istanbul und triumphierte 2:0.
In der Spielzeit 1968/69 hatte der Verein mit vielen Problemen zu kämpfen, der Trainer Naci Erdem kündigte mitten in der Saison und als neuen Trainer verpflichtete man Ali Etüd. In den letzten Wochen der Saison kehrte Naci Erdem wieder zu seinem Amt zurück, konnte den Verein jedoch nicht mehr in der zweiten Liga halten.
Nach dem Abstieg in die dritte türkische Liga wurde Atilla Bilgin neuer Präsident des Vereins. Die erste Saison in der dritten Liga beendete man auf einem Mittelfeldplatz. Nachdem man lange Jahre nicht mehr in die zweite Liga aufsteigen konnte, verpflichtete der Verein wichtige Spieler von den Istanbuler Topklubs und wurde 1977/78 erster der dritten Liga, wodurch sie nach langer Zeit wieder in die zweite Liga aufstiegen. Nach dem Aufstieg verkaufte der Verein Arda Denizeri, den wichtigsten Spieler der Mannschaft, an Beşiktaş Istanbul.
Der Verein spielte bis zur Saison 1989/90 in der zweiten Liga, bis sie dann wieder in die dritte Liga abstieg.
Zu Beginn der Spielzeit 1993/94 verpflichtete man wieder wichtige Spieler wie Hakan Keleş und Selim Özer und stieg als Sieger der dritten Liga wieder in die zweite Liga auf. Nach der Saison 1994/95 war der Verein kurz davor in die höchste türkische Spielklasse aufzusteigen, wurde jedoch in den Play-offs Gruppenletzter und spielte seitdem bis zur Spielzeit 1998/99 in der zweiten Liga.
Der Verein stieg nach der Spielzeit 1998/99 wegen technischer und finanzieller Probleme in die dritte Liga ab und verbrachte dort vier Jahre und stieg dann nach der Saison 2002/03 in die Amateurliga ab.
Seit 2003 ist der Verein in der Edirne Süper Amatör Lig vertreten.

## Ehemalige Spieler (Auswahl)
- Nurettin Yıldız (1977–1981)
- Muhammed Altıntaş (1985–1986)
- Arif Gözoğlu (1990–1991)
- Nurullah Sağlam (1992–1997)
- Selim Özer (1993–1995)
- Hakan Keleş (1993–1994)
- Semih Yuvakuran (1995–1996)
- Ali Asım Balkaya (1995–1997)
- Zafer Biryol (1997–1998)
- Doğan Seyfi Atlı (1998–2000)

## Ehemalige Trainer (Auswahl)
- Şenol Çorlu (Juli 1997 – Dezember 1997)

## Präsidenten
- Rahmi Akıncı
- Ali Ayağ
- Hamdi Sedefçi
- Mustafa Altunhan
- Nejat Öztaş
- Erdem Güyümgüler

## Ligazugehörigkeit
- TFF 1. Lig: 1966–69, 1978–90, 1994–99
- TFF 2. Lig: 1969–78, 1990–94, 1999–01
- TFF 3. Lig: 2001–03
- Edirne Süper Amatör Lig: 2003–